# Jupiter chaud
Pour les articles homonymes, voir Pégaside.

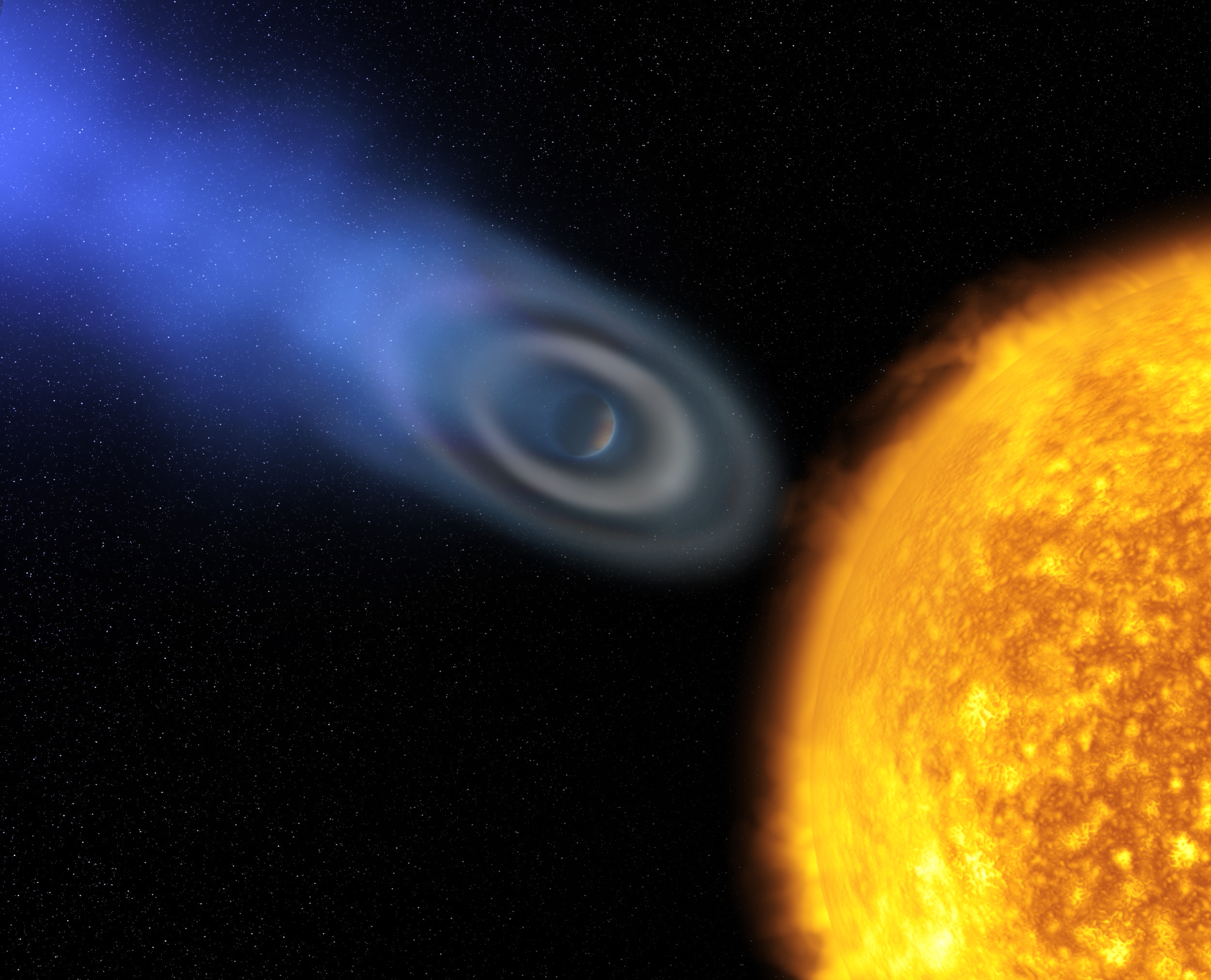
Vue d'artiste de la planète HD 209458 b (Osiris), un Jupiter chaud bien connu.

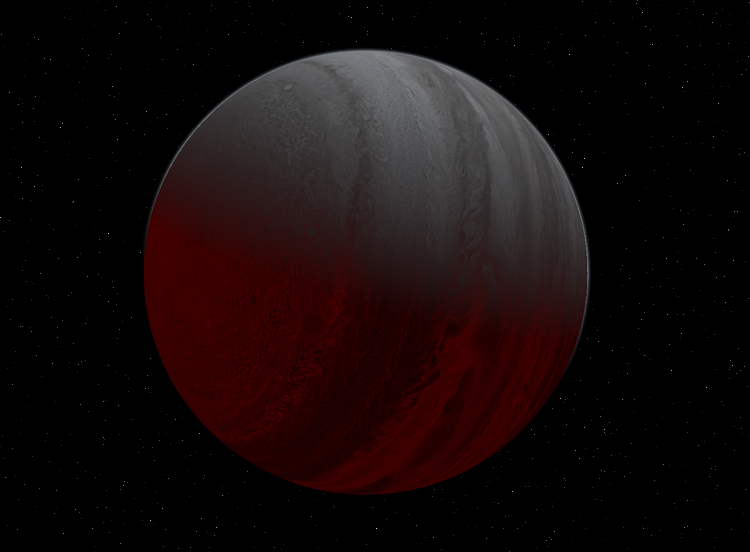
Vue d'artiste de la planète Jupiter chaud de HD 188753.

Un Jupiter chaud ou une Jupiter chaude (en anglais : hot Jupiter), aussi nommé quoique rarement  planète jovienne épistellaire (epistellar jovian planet,) ou pégaside (pegasid), est une planète géante gazeuse de masse comparable ou supérieure à celle de Jupiter (1,9 × 1027 kg) dont la température est supérieure à ~ 1 000 kelvins (~730 °C). Lorsque la température dépasse localement 2 200 K, on parle alors de « Jupiter ultra-chaud ».
Ces caractéristiques font de ces planètes les astres les plus simples à détecter par la méthode des vitesses radiales, dans la mesure où leur proximité à leur étoile confère à celle-ci des oscillations radiales rapides faciles à suivre depuis la Terre.
L'une des exoplanètes de type Jupiter chaud les plus connues est 51 Pegasi b, première exoplanète découverte autour d'une étoile semblable au Soleil. HD 209458 b en est une autre, connue pour perdre de 100 à 500 millions de tonnes d'hydrogène par seconde sous l'effet de l'intense vent stellaire de son étoile au niveau de son orbite de 0,047 UA de rayon.
Ces planètes appartiennent généralement à la classe IV de la classification de Sudarsky, bien que leur composition puisse s'écarter sensiblement du paradigme — par exemple à l'instar de WASP-12b, dont la nature chimique est proche de celle d'une planète carbonée.

## Histoire

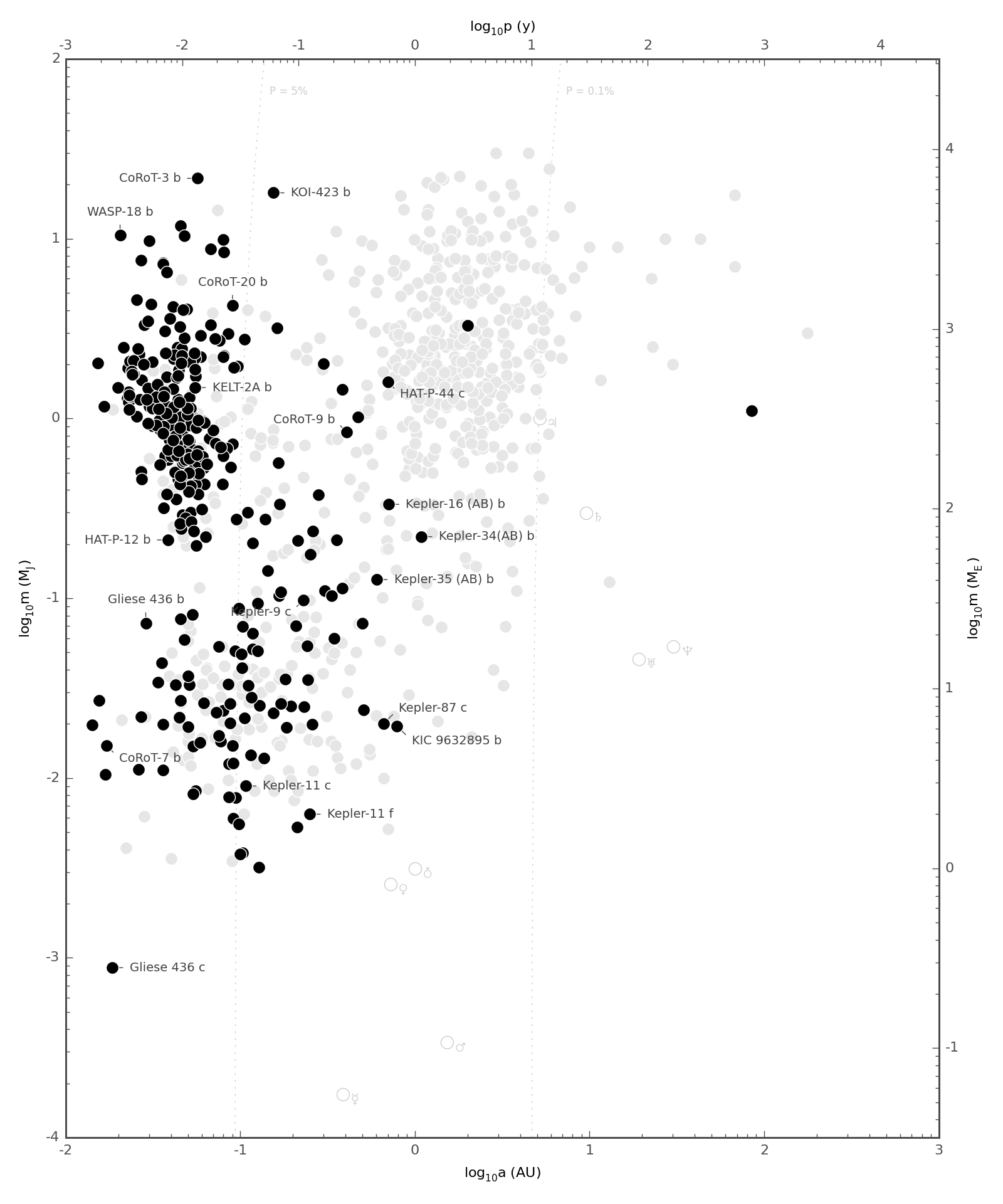
Jupiters chauds découverts en date du 2014-01-02 : le graphique illustre la distribution des masses des planètes versus le grand axe, en échelle logarithmique.

L'existence de planètes de type Jupiter chaud et leur détection par la méthode spectroscopique des vitesses radiales ont été suggérées, dès 1952, par l'astronome russo-américain Otto Struve (1897-1963).
En 1995, le Jupiter chaud 51 Pegasi b est la première exoplanète découverte autour d'une étoile semblable au Soleil.
En 2001, la première détection d’une atmosphère d’exoplanète est celle du Jupiter chaud HD 209458 b.
On y a même détecté des vents de 3 km/s.

## Propriétés
Les exoplanètes de type Jupiter chaud possèdent des caractéristiques communes.
- Vues depuis la Terre, elles présentent, en raison du très faible rayon de leur orbite, une probabilité de transit devant leur étoile bien plus élevée que d'autres planètes de même taille sur des orbites plus lointaines. C'est par exemple le cas de HD 209458 b (Osiris), la première exoplanète de type Jupiter chaud découverte par transit, ainsi que de HAT-P-7 b (Kepler-2 b) observée récemment par le télescope spatial Kepler.
- Du fait de leur température très élevée, leur masse volumique est plus faible que celle de planètes plus éloignées. Ceci a des implications importantes lors des observations et, notamment, pour la détermination du diamètre de la planète, car en raison de l'obscurcissement de la planète lors du transit devant son étoile, les frontières du disque peuvent se révéler difficiles à déterminer.
- On pense qu'elles se sont formées à une distance bien plus importante de leur étoile et ont migré par la suite vers leur position actuelle[7], car les modèles actuels ne permettent pas d'expliquer l'accrétion de planètes si massives aussi près de leur étoile.
- Elles possèdent une excentricité orbitale faible après que leurs orbites ont été circularisées (ou sont en train de l'être) par le processus de libration, avec synchronisation de la période de rotation sur la période orbitale de sorte que la planète présente toujours la même face à son étoile.

### Formation et évolution
Il existe deux hypothèses de formation des Jupiters chauds : la formation à une grande distance de l'étoile hôte, suivie d'une migration vers cette étoile, et la formation in situ, c'est-à-dire aux distances où ils sont découverts. L'hypothèse de la migration est favorisée.

#### Hypothèsein situ
Au lieu d'être des géantes gazeuses qui ont migré vers l'intérieur de leur système planétaire, dans cette hypothèse, les noyaux des Jupiters chauds ont commencé comme des super-Terres, lesquelles sont plus communes, qui ont accru leur enveloppe de gaz à leur emplacement actuel, devenant des géantes gazeuses in situ. Les super-Terres qui fournissent les noyaux dans cette hypothèse auraient pu se former soit in situ ou à de plus grandes distances et ont subi une migration avant d'acquérir leur enveloppe de gaz.
Étant donné que les super-Terres se retrouvent souvent avec des compagnons — i.e. d'autres planètes dans leur système —, les Jupiters chauds formés in situ devraient également souvent en avoir. L'augmentation de la masse du Jupiter chaud à croissance locale a un certain nombre d'effets possibles sur les planètes voisines. Si le Jupiter chaud maintient une excentricité supérieure à 0,01, des résonances séculaires peuvent augmenter l'excentricité d'une planète compagnon, ce qui peut provoquer une collision avec le Jupiter chaud. Dans ce cas, le cœur du Jupiter chaud serait exceptionnellement massif. Si l'excentricité du Jupiter chaud demeure faible, alors les résonances séculaires peuvent aussi affecter l'inclinaison du compagnon.
Traditionnellement, le modèle in situ n'est pas favorisé, car l'assemblage de noyaux massifs, qui est nécessaire à une telle formation d'un Jupiter chaud, requiert des densités de surface de solides ≈ 104 g/cm2, ou plus,,. Par contre, des relevés récents ont trouvé que les régions intérieures des systèmes planétaires sont fréquemment occupées par des super-Terres,.

#### Hypothèse de migration
Dans l'hypothèse de la migration, un Jupiter chaud se forme au-delà de la ligne des glaces, à partir de la roche, de la glace et des gaz via l'accrétion de la formation planétaire. Puis, la planète migre vers l'intérieur de son système stellaire où elle trouve finalement une orbite stable,.
Il est aussi possible que la migration ait été plus soudaine à cause d'une collision avec une autre planète de ce système, suivie d'une circularisation de l'orbite par l'interaction de marée avec l'étoile.
Le mécanisme de Kozai peut aussi affecter l'orbite d'un Jupiter chaud. Ceci consiste en un échange d'inclinaison pour de l'excentricité, ce qui se traduit par une orbite de faible périhélie à haute excentricité, en combinaison avec un frottement de marée. Cela nécessite un corps massif — une autre planète ou un compagnon stellaire — sur une orbite plus éloignée et plus inclinée ; environ 50 % des Jupiters chauds ont des compagnons éloignés de masse jovienne ou plus, ce qui peut faire que le Jupiter chaud a une orbite inclinée par rapport à la rotation de l'étoile.

#### Transition vers le type hypothétique des planètes chthoniennes

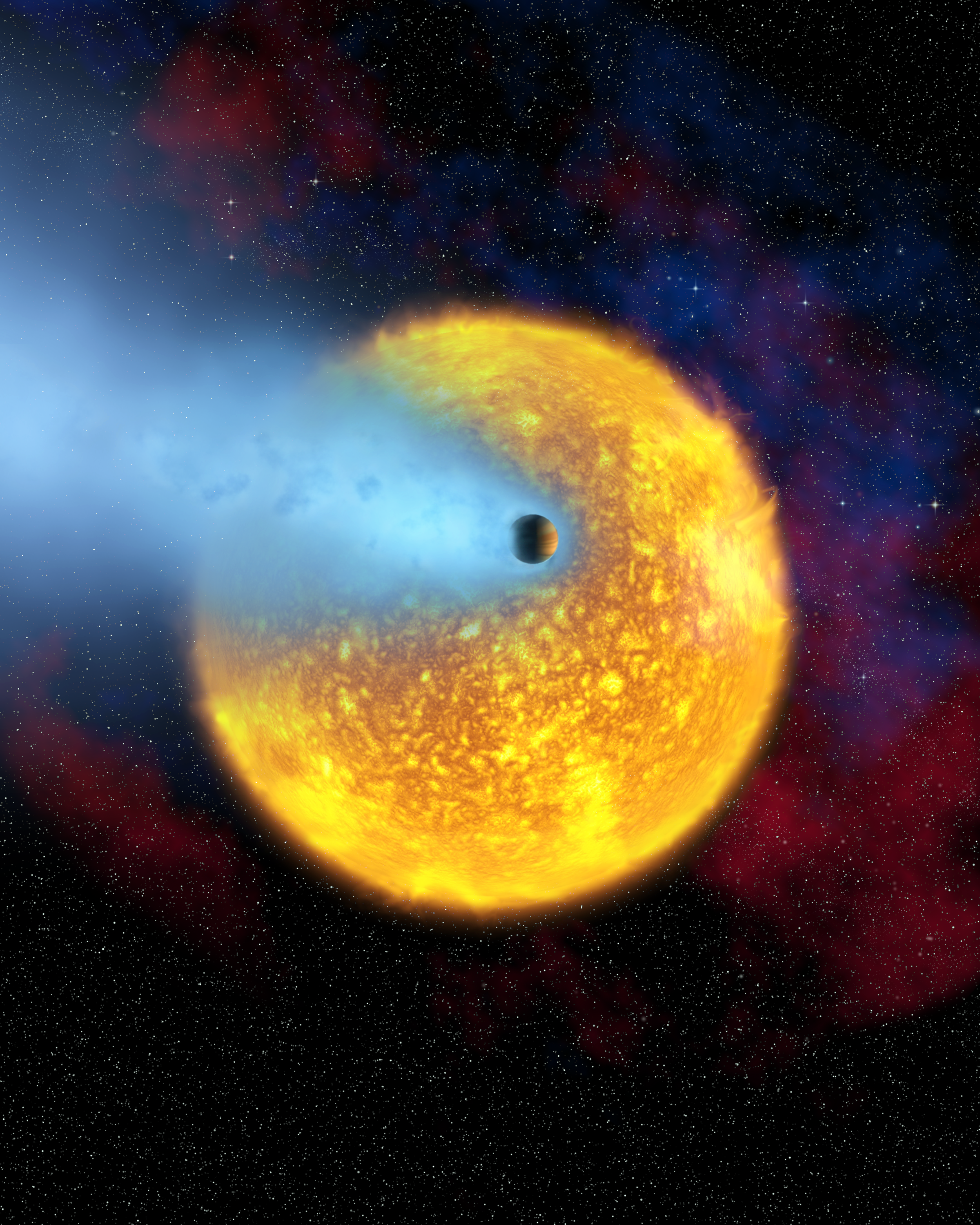
Vue d'artiste de HD 209458 b transitant devant son étoile.

Il est possible que de telles planètes, situées très près de leur étoile et donc soumises à un intense vent stellaire à l'instar de HD 209458 b (Osiris), voient leurs couches gazeuses s'évaporer entièrement au fil des milliards d'années jusqu'à se réduire à leur noyau métallique et rocheux, ce qui en ferait des planètes à surface solide de quelques masses terrestres d'apparence très semblable aux planètes telluriques, mais orbitant très près de la surface de leur étoile ; pour distinguer, d'une part, les noyaux de planètes gazeuses évaporées et, d'autre part, les planètes telluriques, compte tenu de la genèse différente de ces deux types d'astres, de telles planètes sont appelées planètes chthoniennes. Les exoplanètes CoRoT-7 b et Kepler-10 b, cette dernière autour d'une étoile âgée de près de 12 milliards d'années, seraient les premières planètes chthoniennes identifiées.

### «Solitude»
Les Jupiters chauds tendent à être « seuls », au sens que les étoiles avec un Jupiter chaud ont souvent des compagnons sur des orbites larges, mais tendent à ne pas avoir de compagnons planétaires proches à moins d'un facteur 2 ou 3 en termes de distance orbitale. Les seules exceptions connues sont WASP-47, Kepler-730 et TOI-1130.

### Lunes
La théorie suggère qu'un Jupiter chaud n'a probablement pas de lunes, à cause d'un trop petit rayon de Hill et des forces de marée de l'étoile qu'il orbite, ce qui déstabiliserait l'orbite d'une lune éventuelle, et ce encore plus pour une lune plus massive. Donc pour la plupart des Jupiters chauds, tout satellite stable serait un corps de la grosseur d'un petit astéroïde.

## Sous-types particuliers

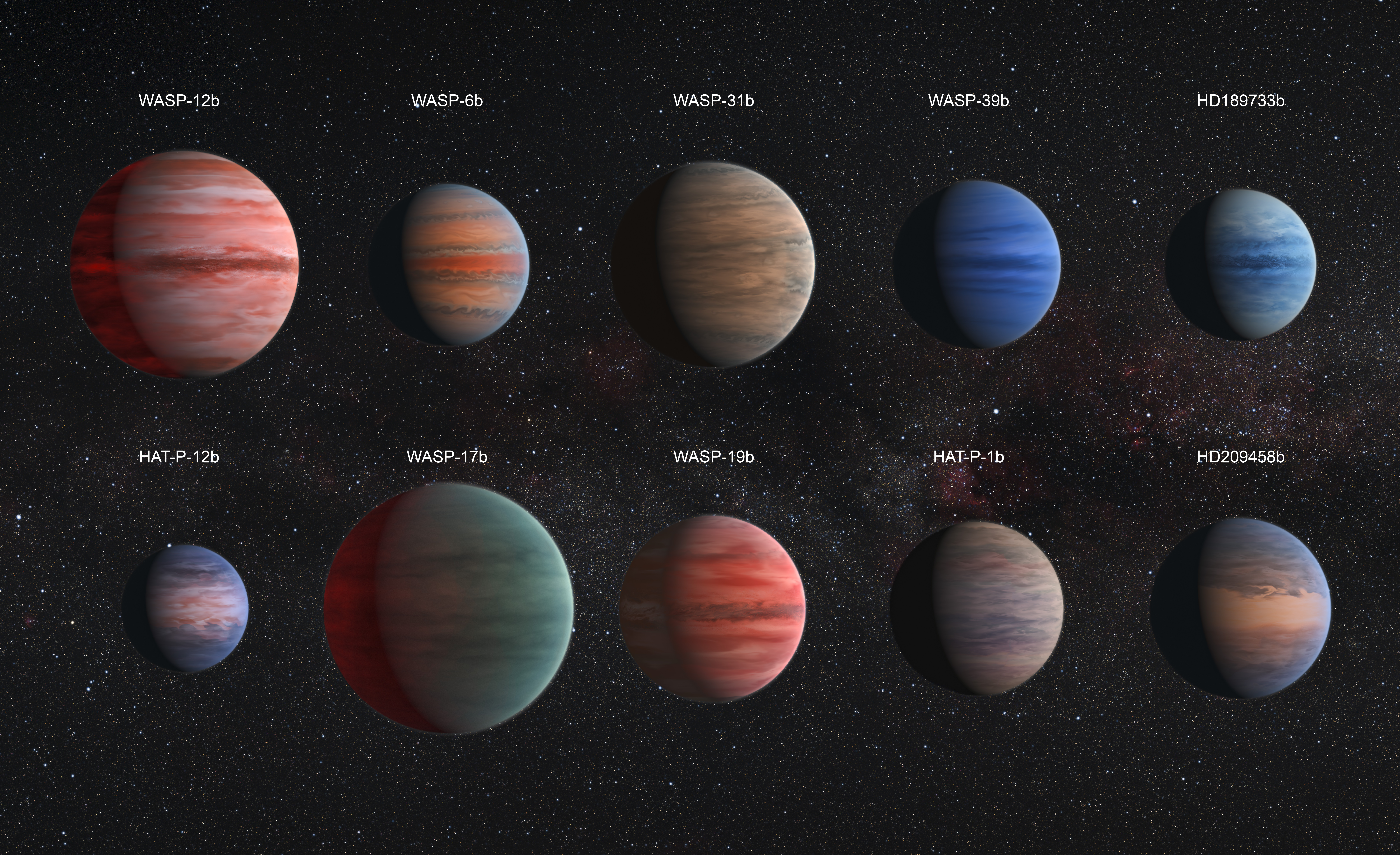
Vue d'artiste de 10 exoplanètes de type Jupiter chaud.

### Jupiters chauds à courtes périodes
Un Jupiter chaud à courte période a une période orbitale en deçà d'un jour et a une étoile hôte de moins d'environ 1,25 masse solaire.
Cinq planètes à courte période ont été identifiées dans la région de la Voie lactée appelée bulbe galactique. Les Jupiters chauds à courtes périodes dont l'existence est confirmée sont notamment WASP-18 b, WASP-19 b, WASP-43 b et WASP-103 b.
Certains des Jupiters chauds les plus chauds, ayant des températures généralement supérieures à 2 000 kelvins (1 730 °C) et donc des périodes de révolution très courtes de seulement quelques jours ou moins, sont parfois qualifiés de Jupiters très chauds. Ces planètes surchauffées ont généralement un diamètre relativement important (phénomène d'inflation thermique) et peuvent subir une évaporation de leur atmosphère par échappement thermique et photo-évaporation. Ce type de planètes n'existe pas dans le Système solaire, mais plusieurs exemples en ont été détectés dans d'autres systèmes planétaires, comme la planète à période de révolution ultra-courte WASP-18 b, la géante bleue HD 189733 b, ou encore CoRoT-1 b. Le qualificatif imprécis de Jupiter très chaud est cependant aujourd'hui tombé en désuétude, les objets de ce type étant généralement qualifiés simplement de Jupiters chauds, sauf dans le cas particulier des Jupiters ultra-chauds (voir la section dédiée ci-dessous).

### Planètes enflées
Également à très petites séparations, se trouvent les « planètes enflées ». Par ordre de découverte, sont connues : HAT-P-1b,, CoRoT-1 b, TrES-4, WASP-12 b, WASP-17 b et Kepler-7 b.

### Jupiters chauds rétrogrades
Il a été constaté que plusieurs Jupiters chauds avaient des orbites rétrogrades et cela remet en question les théories sur la formation des systèmes planétaires, bien que, plutôt que ce soit l'orbite d'une planète qui ait été dérangée, il se puisse que ce soit l'étoile elle-même qui se soit retournée au début de la formation du système, en raison des interactions entre le champ magnétique de l'étoile et le disque de formation du système planétaire. En combinant de nouvelles observations avec d'anciennes données, il a été constaté que plus de la moitié de tous les Jupiters chauds étudiés avaient des orbites mal alignées avec l'axe de rotation de leurs étoiles hôtes, et six exoplanètes dans cette étude avaient un mouvement rétrograde.
Des recherches récentes ont révélé que plusieurs Jupiters chauds étaient dans des systèmes mal alignés,. Ce désalignement peut être lié à la chaleur de la photosphère dans laquelle un Jupiter chaud est en orbite. Il existe de nombreuses théories proposées quant à la raison pour laquelle cela pourrait se produire. L'une d'elles implique une dissipation des marées et suggère qu'il existe un seul mécanisme pour produire des Jupiters chauds et ce mécanisme donne une gamme d'obliquités. Les étoiles plus froides qui provoquent une dissipation de marée plus élevée amortissent l'obliquité (ce qui explique pourquoi les Jupiters chauds orbitant des étoiles plus froides sont bien alignés), tandis que les étoiles plus chaudes n'amortissent pas l'obliquité (ce qui explique le désalignement observé).

### Jupiters chauds autour de géantes rouges
Il a été proposé que, même si aucune planète de ce type n'a été trouvée jusqu'à présent, les géantes gazeuses qui orbitent des étoiles géantes rouges à des distances similaires à celle de Jupiter pourraient être des Jupiters chauds en raison de l'irradiation intense qu'elles recevraient de leurs étoiles. Il est très probable que, dans le Système solaire, Jupiter deviendra un Jupiter chaud après la transformation du Soleil en géante rouge.
Les Jupiters chauds en orbite autour des géantes rouges seraient différents de ceux des étoiles de la séquence principale en orbite de plusieurs façons, ayant notamment la possibilité d'accréter du matériel des vents stellaires de leur étoile hôte et, en supposant une rotation rapide (non synchrone à l'étoile) une température beaucoup plus uniformément répartie avec de nombreux jets à bande étroite. Leur détection en utilisant la méthode de transit serait beaucoup plus difficile en raison de leur taille minuscule par rapport aux étoiles qu'ils orbitent, ainsi que le temps nécessaire (des mois ou même des années) pour qu’ils puissent transiter leur étoile et être éclipsés par elle.

### Dissociation thermique du dihydrogène: les Jupiters ultra-chauds
Un Jupiter ultra-chaud est, selon la définition donnée par Taylor J. Bell et Nicolas B. Cowan dans leur article de 2018, une « exoplanète géante gazeuse où la température est de 2 200 kelvins quelque part sur la planète ». Ce critère correspond aux planètes où la fraction de dihydrogène (H2) thermolysé est suffisante pour que les processus de recombinaison et de dissociation du H2 soient les facteurs dominants influant sur sa capacité thermique. Du côté jour, l'atmosphère de ces planètes ressemble ainsi à l'atmosphère des étoiles. Selon Bell et Cowan, la dissociation et la recombinaison du dihydrogène peut augmenter sensiblement le transport de chaleur entre les côtés jour et nuit de la planète. Pour ces planètes, une dissociation importante du dihydrogène doit survenir du côté jour, fortement irradié, transportant une partie de l'énergie déposée côté jour vers le côté nuit, où les atomes d'hydrogène se recombinent en dihydrogène. Ce mécanique est ainsi similaire à celui de la chaleur latente.